# Fascination (film, 1979)
Pour les articles homonymes, voir Fascination.
Pour plus de détails, voir Fiche technique et Distribution.
Fascination est un film fantastique français réalisé en 1979 par Jean Rollin et mettant notamment en scène Brigitte Lahaie et Franca Maï.

## Synopsis
L'intrigue se déroule en 1905. Après un braquage particulièrement fructueux, Marc, le jeune chef d'une bande de truands, décide de trahir les siens afin de garder pour lui la totalité du magot. Pourchassé par ses anciens complices, il s'enfuit dans la campagne et se réfugie dans un château habité seulement par deux étranges jeunes femmes bisexuelles, Elisabeth et Eva. Il les enferme dans une chambre, mais elles ne tardent point à s'en échapper et elles reprennent vite le dessus en le désarmant. Comprenant qu'il risque d'être livré à la police, Marc décide alors de négocier avec elles afin qu'elles le laissent partir, une fois qu'il en aura fini avec ses poursuivants, et qu'elles ne parlent jamais de son passage. À son grand étonnement, les demoiselles lui assurent qu'elles ne le dénonceront pas et, en gage de bonne foi, Eva ose s'offrir à lui pour qu'il couche avec elle, ce qu'il accepte volontiers.
Cependant, les anciens comparses de Marc parviennent à leur tour devant la riche demeure et ils en mettent le siège. Le lendemain, dès l'aube, ils donnent l'assaut. Une fusillade s'engage. Pour calmer la situation et éviter un massacre, Eva résout, malgré l'avis défavorable de Marc, d'aller à la rencontre des bandits pour négocier leur départ en leur restituant le butin du braquage. Malheureusement, rien ne se passe comme prévu. Non contents de récupérer l'argent, les malfrats traînent Eva dans les écuries du château où le nouveau chef de la bande tente de la violer. Cependant, comme elle est une femme forte, elle abat son agresseur d'un coup de poignard avant de massacrer tous ses complices avec une faux qu'elle découvre providentiellement dans l'édifice. Son triomphe complet, elle regagne paisiblement le château, à la grande satisfaction de Marc et d'Elisabeth.
Débarrassé de ses ennuis, Marc souhaiterait repartir avec l'argent qu'il a volé, mais Eva et Elisabeth le persuadent de rester encore chez elles jusqu'au lendemain, prétextant qu'il se fait tard et que la nuit va bientôt tomber. Fasciné par l'étrangeté de ses deux hôtesses, qui lui paraissent toujours absolument charmantes, le jeune homme se laisse convaincre. Le soir, un groupe de jeunes femmes passablement bizarres arrive dans la demeure. Eva et Elisabeth les reçoivent à bras ouverts, puis elles organisent avec elles une grande fête à laquelle notre héros est également convié. Pendant plusieurs heures, elles l'étourdissent de musiques et de danses, puis elles abandonnent soudain leurs vêtements pour se draper dans des simarres de gaze transparentes, prétendument en vue d'une cérémonie secrète. Cependant, Marc se rappelle tout à coup qu'en dépit de la mort de ses anciens complices, il reste un truand en cavale que la police peut arrêter à tout moment. Quittant les demoiselles malgré leur insistance pour le retenir, il va chercher un cheval dans les écuries pour gagner un lieu plus sûr. Aussitôt, les jeunes femmes envoient Eva à ses trousses pour le ramener de force au château, mais avant qu'elle n'ait pu accomplir sa mission, elle est assaillie par Elisabeth qui sauve Marc en la blessant de plusieurs coups de revolver. En se traînant, Eva tente de revenir dans la demeure, mais dès qu'elles la voient, complètement ensanglantée, ses comparses, au lieu de la secourir, se précipitent sur elle pour lui ouvrir les veines à coups de dents et lui sucer le sang jusqu'à ce qu'elle meure. Stupéfait par ce spectacle, Marc demande à Elisabeth la raison de cette folie et elle lui avoue l'horrible vérité. Elle, Eva et leurs invitées étaient à l'origine un groupe de jeunes femmes anémiées auxquelles leurs médecins avaient prescrit, pour se soigner, de boire dans les abattoirs du sang de bœuf. Par malheur, prenant goût à ce liquide, elles ont développé à son égard une véritable passion et ont finalement décidé de se repaître, non plus de sang animal, mais de sang humain. À cet effet, elles ont formé une société secrète qui, lorsque l'occasion se présente, capture de jeunes hommes pour les égorger au cours de rites nocturnes. Cette nuit, c'était lui, Marc, qui devait être la victime, mais Elisabeth a décidé de le sauver parce qu'elle avait éprouvé pour lui un coup de foudre. Rempli de reconnaissance, Marc remercie Elisabeth et lui enjoint de fuir avec lui, mais elle hésite : la vision du sang d'Eva a réveillé en elle ses pulsions cannibales et elle est tenaillée par l'envie de se repaître quand même du fluide vital du bandit. Finalement, succombant à ses instincts meurtriers, elle le tue et absorbe le sang qui coule de ses plaies, avant de prévenir ses compagnes que le cadavre de leur victime est maintenant à leur disposition.

## Fiche technique
- Réalisateur : Jean Rollin
- Assistants réalisateurs : Natalie Perrey et Jean-Pierre Bouyxou
- Directeur de la photographie : Georges Fromentin
- Montage : Dominique Saint-Cyr
- Prise de son : Claude Panier
- Maquillages : Eric Pierre
- Scénario : Jean Rollin
- Musique : Philippe d'Aram
- Producteurs : Joël de Lara, les films A.B.C. et Comex Productions
- Distribution : Avia Films
- Pays de production : France
- Durée totale : 80 minutes
- Couleur : couleur
- Limite d'âge : interdit aux moins de 18 ans (en 1979).
- Date de sortie : 2 janvier 1980
- Classification :
  - France : interdit aux moins de 16 ans[1]
  - Royaume-Uni : interdit aux moins de 18 ans[2]

## Distribution
- Brigitte Lahaie : Eva
- Franca Maï : Elisabeth
- Jean-Marie Lemaire : Marc
- Fanny Magier : Hélène
- Évelyne Thomas : Dominique
- Sophie Noël : Sylvie
- Muriel Montossé : Anita
- Cyril Val (aka Alain Plumey) : le chef des bandits
- Myriam Watteau : la femme du chef des bandits
- Joël de Lara : l'un des bandits
- Jacques Sansoul : l'autre des bandits
- Jacques Marbeuf : le médecin